# Бисора
Бисора е град, разположен в регион Ойо в Гвинея-Бисау. Населението му към 2008 г. е 11 964 души.

## Международните отношения
- Брага, Португалия
- Луле, Португалия